# Likaon (rodzaj ssaków)
Likaon (Lycaon) – rodzaj ssaków z rodziny psowatych (Canidae).

## Zasięg występowania
Rodzaj obejmuje jeden współcześnie żyjący gatunek występujący w Afryce.

## Morfologia
Długość ciała samic 93–141 cm, samców 84,5–138,5 cm, długość ogona samic 31–37 cm, samców 32–42 cm; masa ciała samic 18–26,5 kg, samców 21–34,5 kg.

## Systematyka
Rodzaj zdefiniował w 1827 roku brytyjski przyrodnik Joshua Brookes w rozdziale dotyczącym systematyki ssaków w publikacji pod redakcją Cuviera i Griffitha poświęconej królestwu zwierząt. Na gatunek typowy wyznaczył (oznaczenie monotypowe) likaona pstrego (L. pictus).

### Etymologia
- Lycaon: gr. λυκος lukos ‘wilk’; κυων kuōn, κυνος kunos ‘pies’[11]
- Cynhyaena: gr. κυων kuōn, κυνος kunos ‘pies’; ύαινα huaina ‘hiena’[12]. Gatunek typowy (oznaczenie monotypowe): Hyaena picta Temminck, 1820.
- Hyenoides (Hyaenoides): rodzaj Hyaena Brisson, 1762 (hiena); -οιδης -oidēs ‘przypominający’[13]. Gatunek typowy (oznaczenie monotypowe): Hyaena picta Temminck, 1820.
- Kynos: gr. κυων kuōn, κυνος kunos ‘pies’[14]. Gatunek typowy (oznaczenie monotypowe): Hyaena picta Temminck, 1820.

### Podział systematyczny
Do rodzaju należy jeden współcześnie występujący gatunek:
- Lycaon pictus (Temminck, 1820) – likaon pstry

Opisano również gatunki wymarłe:
- Lycaon magnus Ewer & Singer, 1956[16] (Afryka; plejstocen).
- Lycaon sekowei Hartstone-Rose, Werdelin, Ruiter, Berger & Churchill, 2010[17] (Afryka; pliocen–plejstocen).